# Isidro de Villoldo
Isidro de Villoldo va ser un escultor imatger del renaixement espanyol, deixeble i col·laborador d'Alonso Berruguete. Té nombroses obres a la província d'Àvila, Toledo i Andalusia. Va morir el 1560 a Sevilla. Es va distingir per la senzillesa de les seves formes i les seves composicions, acostant-se'n més a la part italianitzant del seu mestre que a la part barroca, i amb un domini clar en tota la tècnica de la talla, tant en fusta com en alabastre.

## Obra

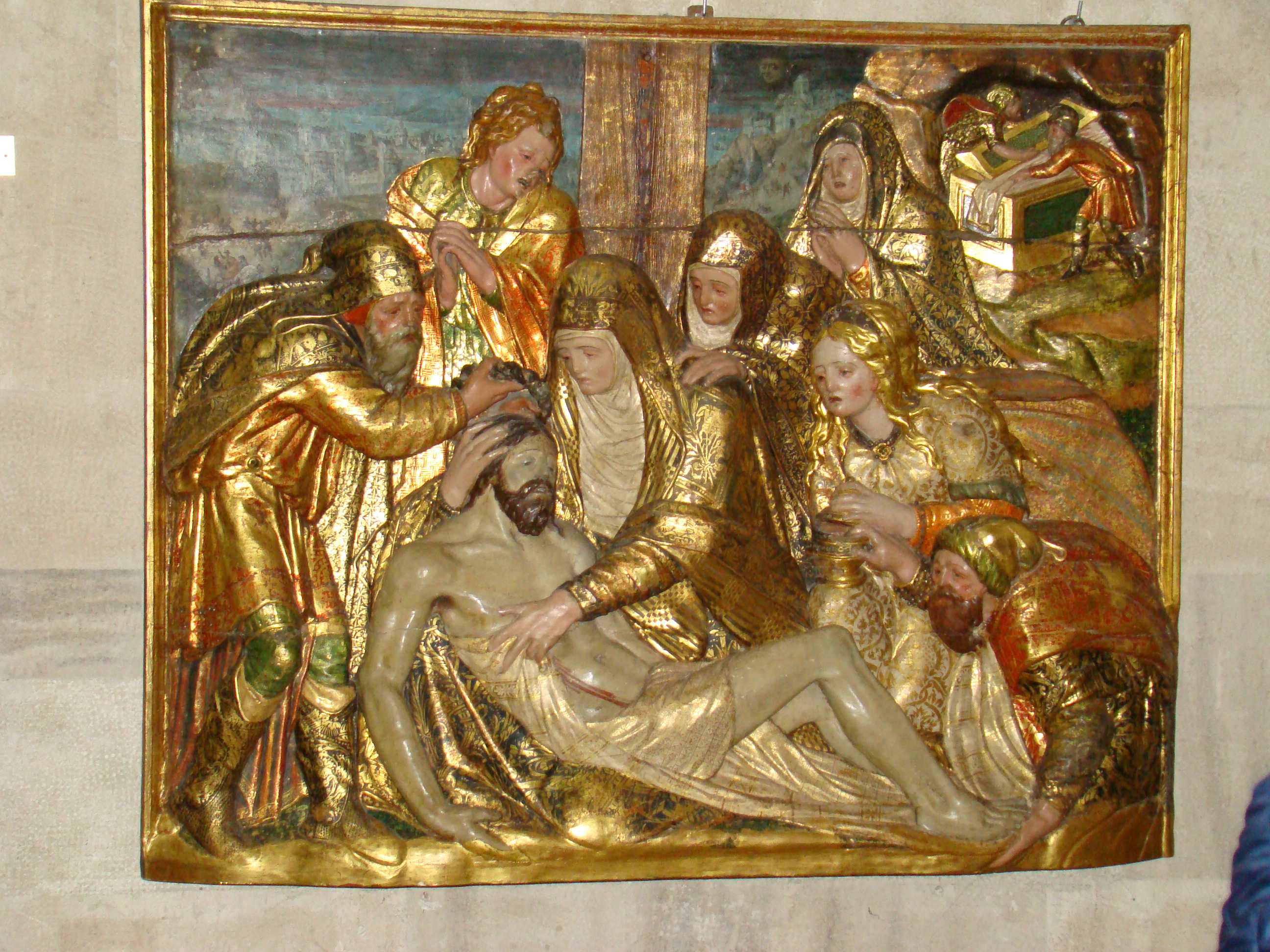
Llanto sobre Cristo muerto de Isidro de Villoldo. Museu Catedralici de Valladolid.

Va formar part dels col·laboradors d'Alonso Berruguete, i l'any 1546 va participar en la realització del cadirat del cor de la catedral de Toledo junt amb Francisco Giralte i Juan Bautista Vázquez el Viejo, a qui sembla havia tingut com a deixeble. Es creu que Villoldo va treballar els trenta-quatre plafons de noguera sota el guardapols, deixant-los gairebé conclosos perquè el mestre Berruguete fes l'últim toc de gúbia.
També en aquesta ciutat de Toledo, en la portada principal del Palau episcopal, sobre l'arc i als extrems de l'entaulament es troben tallades dues parelles de nimfes sostenint el blasó heràldic del cardenal Tavera, que van ser tallades per Isidro de Villoldo.
Per a l'església de Sant Joan Baptista de la població de San Juan de la Encinilla, al nord de la província d'Àlava, va tallar les imatges del retaule major, l'estructura del qual la va realitzar Cornieles de Holanda.
Al retaule major de l'església parroquial Nostra Senyora [de l'Assumpció, de El Barraco (Àvila), el traçament va correspondre a Villoldo, després del contracte definitiu signat l'any 1547 entre diversos entalladors, així com va esculpir les talles dels caps de sant Pere i sant Pau, que sorgeixen d'uns medallons del mateix retaule.
La influència de Berruguete, en la qual Villoldo és una figura reveladora, es va deixar veure en una de les seves obra mestres a la catedral d'Àvila, adossat a un pilar de la nau hi ha un petit retaule dedicat a Sant Segon en pedra d'alabastre i a la capella de Sant Bernabé va realitzar una obra magistral al retaule d'alabastre; s'aprecien en aquest adorns de grotescs vegetals amb un blasó sostingut per àngels. L'estàtua de sant Bernabé és de tipus miquelangelesco, l'escena que és sobre seu, de la Flagel·lació de Crist està realitzada amb una greu sobrietat i al coronament a l'acabament final va fet un Ecce Homo.
Va participar en el retaule major de la col·legiata de San Antolín, a Medina del Campo (Valladolid), que com era tradicional en aquesta mena d'obres, la seva construcció es va realitzar durant llarg temps i amb la participació de nombrosos tallers.
Va viatjar cap a Andalusia el 1553, per establir-se a Sevilla. Va ser l'encarregat de realitzar la feina escultòrica del retaule major de la cartoixa de Santa Maria de les Coves. Mort de forma sobtada sense arribar a acabar aquest retaule, el va continuar un insigne escultor de Salamanca, Juan Bautista Vázquez el Viejo, que es va desplaçar a la ciutat, acompanyat pels seus col·laboradors entre els que figuraven el seu fill Juan Bautista Vázquez el Mozo i Jerónimo Hernández; li va apoderar Francisca Blázquez, vídua de l'escultor Isidro de Villoldo.

## Altres obres
- Al Museu Diocesà i Catedralici de Valladolid es troba un relleu del Llanto sobre Cristo muerto.
- Al Museu Nacional Col·legi de Sant Gregori de Valladolid es troba el Milagro de San Cosme y San Damián, atribuït a Isidro de Villoldo.
- San Juan Bautista conservat a l'Institut Gómez Moreno i que recentment ha estat restaurat.[5]